# Chile en la Copa Mundial de Rugby de 2023
La Selección de rugby de Chile fue uno de los 20 participantes de la Copa Mundial de Rugby de 2023 que se realizó en Francia.
Fue la primera participación de los Cóndores en la Copa Mundial de Rugby.

## Historia
Los Cóndores no habían sido invitados al Mundial de 1987, y no habían logrado ser parte de las clasificatorias para el Mundial de 1991.
Desde la clasificación para el Mundial de 1995 hasta 2019 no habían logrado clasificar al Mundial debido a no poder derrotar a sus pares Argentinos y Uruguayos en la búsqueda por el boleto a la cita planetaria.

## Plantel
- Lista de 33 jugadores convocados para la Copa Mundial de Rugby de 2023.[5]

El 8 de septiembre, Nicolás Garafulic es reemplazado por Cristóbal Game a consecuencia de una lesión.
El 20 de septiembre, Diego Escobar luego de haber disputado dos encuentros, queda fuera del plantel luego de un desgarro en el isquiotibial.
| Jugador           | Posición      | Fecha de nacimiento (edad)         | Caps | Club              |
| ----------------- | ------------- | ---------------------------------- | ---- | ----------------- |
| Augusto Böhme     | Hooker        | 11 de junio de 1997 (26 años)      | 20   | Selknam           |
| Tomás Dussaillant | Hooker        | 6 de octubre de 1990 (32 años)     | 36   | Selknam           |
| Diego Escobar     | Hooker        | 17 de abril de 2000 (23 años)      | 4    | Selknam           |
| Javier Carrasco   | Pilar         | 24 de agosto de 1997 (25 años)     | 17   | Selknam           |
| Matías Dittus     | Pilar         | 16 de julio de 1993 (29 años)      | 19   | Périgueux         |
| Iñaki Gurruchaga  | Pilar         | 13 de octubre de 1995 (27 años)    | 10   | Selknam           |
| Esteban Inostroza | Pilar         | 1 de enero de 1994 (29 años)       | 0    | Selknam           |
| Salvador Lues     | Pilar         | 6 de noviembre de 1999 (23 años)   | 9    | Selknam           |
| Vittorio Lastra   | Pilar         | 26 de marzo de 1996 (27 años)      | 22   | Selknam           |
| Javier Eissmann   | Segunda Línea | 21 de marzo de 1997 (26 años)      | 19   | Selknam           |
| Pablo Huete       | Segunda Línea | 11 de enero de 1989 (34 años)      | 28   | Selknam           |
| Santiago Pedrero  | Segunda Línea | 30 de noviembre de 2000 (22 años)  | 4    | Selknam           |
| Clemente Saavedra | Segunda Línea | 15 de diciembre de 1997 (25 años)  | 18   | Selknam           |
| Augusto Sarmiento | Segunda Línea | 15 de diciembre de 1997 (25 años)  | 15   | Selknam           |
| Alfonso Escobar   | Ala           | 17 de agosto de 1997 (25 años)     | 16   | Selknam           |
| Raimundo Martínez | Ala           | 25 de noviembre de 1999 (23 años)  | 9    | Selknam           |
| Martín Sigren (c) | Ala           | 14 de mayo de 1996 (27 años)       | 26   | Doncaster Knights |
| Ignacio Silva     | Ala           | 16 de febrero de 1989 (34 años)    | 36   | Selknam           |
| Thomas Orchard    | Ala           | 12 de enero de 1997 (26 años)      | 12   | Selknam           |
| Lukas Carvallo    | Medio Scrum   | 6 de julio de 2001 (21 años)       | 5    | Selknam           |
| Marcelo Torrealba | Medio Scrum   | 6 de mayo de 1996 (27 años)        | 10   | Selknam           |
| Benjamín Videla   | Medio Scrum   | 24 de abril de 2001 (22 años)      | 0    | Selknam           |
| Nicolás Herreros  | Medio Scrum   | 23 de enero de 1990 (33 años)      | 5    | Selknam           |
| Rodrigo Fernández | Apertura      | 8 de febrero de 1996 (27 años)     | 21   | Selknam           |
| Iñaki Ayarza      | Centro        | 7 de septiembre de 1999 (23 años)  | 11   | Charente          |
| Pablo Casas       | Centro        | 4 de marzo de 1992 (31 años)       | 13   | Selknam           |
| Matías Garafulic  | Centro        | 1 de septiembre de 2000 (22 años)  | 9    | Selknam           |
| José Larenas      | Centro        | 14 de septiembre de 1989 (33 años) | 44   | Selknam           |
| Domingo Saavedra  | Centro        | 15 de diciembre de 1997 (25 años)  | 23   | Selknam           |
| Cristóbal Game    | Wing          | 9 de julio de 2000 (22 años)       | 0    | Selknam           |
| Franco Velarde    | Wing          | 4 de noviembre de 1994 (28 años)   | 16   | El Salvador Rugby |
| Francisco Urroz   | Fullback      | 7 de septiembre de 1993 (29 años)  | 9    | Selknam           |
| Santiago Videla   | Fullback      | 16 de enero de 1998 (25 años)      | 23   | Selknam           |

## Clasificación

### Primera fase
| 3 de julio de 2021                                                                   | Chile | W.O.    | Colombia | Estadio Elías Figueroa Brander, Valparaiso |  |
|                                                                                      |       | Reporte |          |                                            |  |
| El partido fue suspendido por razones sanitarias, Chile avanza a la siguiente ronda. |       |         |          |                                            |  |

### Segunda fase
| Pos. | Equipo  | Encuentros | Encuentros | Encuentros | Encuentros | Tantos  | Tantos    | Tantos     | Puntos Bonus | Puntos Totales |
| Pos. | Equipo  | jugados    | ganados    | empatados  | perdidos   | a favor | en contra | diferencia | Puntos Bonus | Puntos Totales |
| ---- | ------- | ---------- | ---------- | ---------- | ---------- | ------- | --------- | ---------- | ------------ | -------------- |
| 1    | Uruguay | 2          | 2          | 0          | 0          | 51      | 23        | +28        | 1            | 9              |
| 2    | Chile   | 2          | 1          | 0          | 1          | 33      | 28        | +5         | 1            | 5              |
| 3    | Brasil  | 2          | 0          | 0          | 2          | 26      | 59        | -33        | 0            | 0              |

| 11 de julio de 2021 | Brasil | 13 - 23 | Chile | Estadio Charrúa, Montevideo |  |
|                     |        | Reporte |       |                             |  |

| 18 de julio de 2021 | Uruguay | 15 - 10 | Chile | Estadio Charrúa, Montevideo |  |
|                     |         | Reporte |       |                             |  |

### Playoff Americas 2
- El ganador avanza a la clasificación para Americas 2.

| 2 de octubre de 2021 | Canadá | 22 - 21 | Chile | Estadio Westhills, Langford |  |
|                      |        | Reporte |       |                             |  |

| 9 de octubre de 2021 | Chile | 33 - 24 | Canadá | Estadio Elías Figueroa Brander, Valparaíso |  |
|                      |       | Reporte |        |                                            |  |

- Chile clasifica a la definición de Americas 2 por un global de 54 a 46.

### Americas 2
- El ganador clasifica al Grupo D del Mundial de Rugby y el perdedor al repechaje mundial.

| 9 de julio de 2022 | Chile | 21 - 22 | Estados Unidos | Estadio Santa Laura, Independencia |  |
|                    |       | Reporte |                |                                    |  |

| 16 de julio de 2022 | Estados Unidos | 29 - 31 | Chile | Infinity Park, Glendale |  |
|                     |                | Reporte |       |                         |  |

- Chile clasifica a Francia 2023 por un marcador global de 52 a 51.

## Partidos de preparación
| 17 de agosto de 2022 | Chile | 36 - 27 | Brasil XV | Old Grangonian Club, Chicureo |  |

| 20 de agosto de 2022 | Chile | 28 - 9 | Brasil XV | Estadio Germán Becker, Temuco |  |

| 16 de octubre de 2022 | Brasil XV | 36 - 57 | Chile | Estádio Prefeito Francisco Ribeiro, Mogi das Cruzes |  |

| 22 de octubre de 2022 | Canadá XV | 25 - 36 | Chile | Estádio Prefeito Francisco Ribeiro, Mogi das Cruzes |  |

| 5 de noviembre de 2022 | Rumania | 30 - 23 | Chile | Stadionul Arcul de Triumf, Bucarest |  |

| 12 de noviembre de 2022 | Tonga | 39 - 10 | Chile | Stadionul Arcul de Triumf, Bucarest |  |

| 19 de noviembre de 2022 | Leinster Rugby | 40 - 3 | Chile | Energia Park, Dublín |  |

| 4 de marzo de 2023 | Chile | 41 - 26 | USA Hawks | Prince of Wales Country Club, La Reina |  |

| 29 de julio de 2023 | Uruguay | 26 - 25 | Chile | Estadio Charrúa, Montevideo |  |

| 5 de agosto de 2023 | Chile | 13 - 40 | Argentina XV | Estadio Regional Calvo y Bascuñán, Antofagasta |  |

| 12 de agosto de 2023 | Chile | 26 - 28 | Namibia | Estadio Elías Figueroa, Valparaíso |  |

| 26 de agosto de 2023 | Chile | 26 - 28 | Argentina XV | Estadio Germán Becker, Temuco |  |

## Participación

### Grupo D
| Posición | Selección  | Partidos | Partidos | Partidos  | Partidos | Tries a Favor | Tantos  | Tantos    | Tantos     | Puntos extra | Puntos |
| Posición | Selección  | jugados  | ganados  | empatados | perdidos | Tries a Favor | a favor | en contra | diferencia | Puntos extra | Puntos |
| -------- | ---------- | -------- | -------- | --------- | -------- | ------------- | ------- | --------- | ---------- | ------------ | ------ |
| 1.       | Inglaterra | 3        | 3        | 0         | 0        | 4             | 132     | 22        | +110       | 2            | 14     |
| 2.       | Samoa      | 2        | 1        | 0         | 1        | 5             | 53      | 29        | +24        | 1            | 5      |
| 3.       | Japón      | 2        | 1        | 0         | 1        | 6             | 54      | 46        | +8         | 1            | 5      |
| 4.       | Argentina  | 2        | 1        | 0         | 1        | 2             | 29      | 37        | -8         | 0            | 4      |
| 5.       | Chile      | 3        | 0        | 0         | 3        | 3             | 22      | 156       | -134       | 0            | 0      |

#### Partidos
| 10 de septiembre de 2023 | Japón | 42 – 12 | Chile | Stadium de Toulouse, Toulouse |  |

| 16 de septiembre de 2023 | Samoa | 43 – 10 | Chile | Estadio Matmut Atlantique, Bordeaux |  |

| 23 de septiembre de 2023 | Inglaterra | 71 – 0 | Chile | Estadio Pierre-Mauroy, Lille |  |

| 30 de septiembre de 2023 | Argentina | 59 – 5 | Chile | Stade de la Beaujoire, Nantes |  |

## Anotadores
| Jugador           | Try | Penal | Conversión | Drop | Puntos |
| ----------------- | --- | ----- | ---------- | ---- | ------ |
| Rodrigo Fernández | 1   |       |            |      | 5      |
| Alfonso Escobar   | 1   |       |            |      | 5      |
| Matías Dittus     | 1   |       |            |      | 5      |
| Tomás Dussaillant | 1   |       |            |      | 5      |
| Santiago Videla   |     |       | 2          |      | 4      |
| Matías Garafulic  |     | 1     |            |      | 3      |